# Hyde Park, Vermont
Hyde Park är en kommun (town) i Lamoille County i delstaten Vermont, USA. Hyde Park är huvudort (county seat) i Lamoille County. Vid folkräkningen år 2010 bodde 2 954 personer på orten. Den har enligt United States Census Bureau en area på totalt 101 km² varav 2,9 km² är vatten. 